# Gmail
 (транскр.  Џимејл) јесте популарни бесплатни сервис за електронску пошту, чији је власник компанија Google.

## Настанак
Џимејл је први пут најављен за 1. април 2004. године. Интернет јавност је мислила да је у питању првоаприлска шала, јер је Гугл најављивао да ће пружити по 1 гигабајт сваком кориснику. Права првоаприлска шала је заправо била Гуглова понуда за посао на Месецу. Пошто је још увек био у тестној фази, првих хиљаду налога је додељено само запосленима у Гуглу, њиховој породици и пријатељима, са могућношћу слања позивница и осталима. Првобитно је број позивница био 10 по налогу, али је тај број касније порастао на 100, да би се 7. фебруара 2007. омогућило слободно регистровање за све.

## Предности
Гугл је направио велики помак у обезбеђивању услуга електронске поште, пружајући по 1 гигабајт сваком кориснику, за разлику од већине тадашњих сервиса попут Јахуа, Хотмејла и других, који су нудили простор у опсегу од једног до десет мегабајта. У тренутку када се Џимејл појавио на сцени, и остали сервиси су били приморани да повећају понуђени простор, па је Јаху порастао са 4 мегабајта на 100 мегабајта, а Хотмејл са 2 мегабајта на 25 мегабајта односно 250 мегабајта после месец дана коришћења.
Поред тога, Џимејл је представио и нови интерфејс који се у потпуности заснива на технологији Ајакс, која убрзава рад клијента, смањује проток података и чини интерфејс лепшим за око. Недуго након овога, и остали сервиси су понудили сличне интерфејсе такође засноване на технологији Ајакс. За кориснике који не желе интензивну употребу Ајакса и других Јаваскрипт технологија, Џимејл нуди и стандардни „HTML“ интерфејс.
Посебну пажњу Гугл је скренуо на чињеницу да Џимејл користи све популарне Гуглове алгоритме и технике претраге за претраживање електронске поште. Ово, по речима компаније, чини Џимејл бржим и лакшим за коришћење.
Међу осталим предностима које Гугл наглашава су и следеће:
- Омогућено је лако и једноставно одстрањивање спама, које памти адресе и убудуће не приказује нове поруке пристигле са тих адреса.
- Џимејл сам организује поруке у „конверзације“, што их чини лакшим за преглед.
- Џимејл охрабрује кориснике да никад не бришу своје поруке, било послате или примљене, јер капацитета има довољно да га никад не понестане.
- Не приказују се блештаве и разнобојне рекламе, него само рекламе писане обичним текстом, црним словима на белој позадини.
- На серверу се унапред одвија провера вируса, распакују архиве и проверавају појединачни фајлови. Сервис неће проследити кориснику ниједну поруку која је заражена. Из овог разлога, Џимејл не дозвољава слање извршних фајлова што некад зна бити проблем.

## Развој
Понуђени простор за пошту константно расте, око 4 бајта у секунди. Почевши са једним гигабајтом по кориснику, понуда Џимејла је до октобра 2007. досегла до око 3,2 гигабајта. 22. октобра, Џимејл је повећао своју понуду на преко четири гигабајта. Ово повећање је Боб Симборски, Гуглов инжењер, прокоментарисао на званичном Џимејловом блогу:

Неколицина вас користи Џимејл у тој мери да је почело да вам недостаје простора, па да бисмо одржали своје обећање, данас најављујемо убрзани раст и дајемо још простора.

После овог повећања, простор је наставио да расте, али по отприлике 1,5 килобајта у секунди, да би до јуна 2008. године већ достигао преко 6,5 гигабајта по кориснику.
Поред веб-интерфејса, електронска пошта на Џимејлу се данас може прегледати и преко сопственог програма на личном рачунару као и преко мобилног телефона, користећи програм написан у Јави или посећујући WML страницу на Интернету.
Након завршене тестне фазе, Џимејл је својим корисницима обезбедио и ћаскање директно са веб-интерфејса, користећи Ајакс. Овај сервис је постао јако популаран, а Гугл је направио и апликацију GTalk за оне који не желе да ћаскају са веб-интерфејса, и обезбедио је за већину популарних оперативних система, осим Линукса који може користити и друге програме за приступ ћаскању на Џимејлу, попут Копетеа и других.

## Језици
Џимејл интерфејс је понуђен на 40 светских језика: америчком и британском енглеском, поједностављеном и традиционалном кинеском, арапском, бугарском, каталонском, хрватском, чешком, данском, холандском, естонском, финском, француском, немачком, грчком, хебрејском, хинду, мађарском, исландском, индонежанском, италијанском, јапанском, корејском, летонском, литванском, пољском, португалском, румунском, руском, српском, словачком, словеначком, шпанском, шведском, тагалогу, таију, турском, украјинском и вијетнамском.

## Компатибилност
Пуни Џимејл интерфејс је подржан на следећим прегледачима: Интернет експлорер 5.5+, Mozilla Application Suite 1.4+, Фајерфокс 0.8+, Сафари 1.2.1+, K-Meleon 0.9+, Нетскејп 7.1+, Опера 9+. Такође ради на прегледачу AOL 9.0, али може имати проблема са старијим верзијама. Џимејлов „HTML“ интерфејс ради на скоро свакој верзији сваког прегледача. Такође ради на PSP-у и PS3-у, Интернет каналу јапанске конзоле Нинтендо Ви и прегледачу Нинтендо ДС, али није у потпуности подржан.

## Критике
Највећа критика Џимејла је везана за њен систем рекламирања који се састоји од тзв. „Циљаних реклама“, чији садржај зависи од текста поруке која се тренутно чита. Ово је протумачено као удар на приватност корисника, али из Џимејла поручују да ниједна особа не чита текстове порука, него само програми који по аутоматизму повезују рекламе са порукама, на основу кључних речи.
Још једна критика се базира на делу Џимејловог уговора о приватности:

Обрисане поруке и налози могу остати до 60 дана на нашим серверима и бекапованим дисковима пре него буду потпуно обрисане.

Из Гугла су касније, као одговор на критике, изјавили да ће „дати све од себе да обрисане поруке буду заиста обрисане што је брже могуће“.